# Хун Шэн
Хун Шэн (кит. 洪昇, пиньинь Hóng Shēng, 1645? — 1704) — средневековый китайский драматург и поэт.
Родился в уезде Цяньтан Ханчжоуской управы (современный Ханчжоу) провинции Чжэцзян в обедневшей знатной семье. Приобрёл известность в Пекине в качестве литератора; служебная же карьера сложилась у него неудачно. Хун Шэн был автором трёх сборников стихов и девяти пьес, из которых сохранилось две. Одна из них — «Четыре прелестницы» — представляет собой четыре одноактные истории о любви.
Наиболее известное произведение драматурга — пьеса (в жанре «чуаньци» — «повествование об удивительном») «Дворец вечной жизни». Она была показана во дворце и получила одобрение императора. Однако вскоре (в 1689 году) пьеса была запрещена, а постановщики и автор сурово наказаны. Существуют различные предположения относительно причин запрета. Не исключено, что император мог усмотреть в сцене захвата танского престола иноземцем Ань Лу-шанем намек на завоевателей-маньчжуров.
Автор вернулся в родную провинцию Чжэцзян, где жил в уединении на лоне природы. В 1704 году он утонул, упав в воду в пьяном виде.